# All for You (album)
All for You este cel de-al șaptelea album de studio al interpretei americane Janet Jackson. Materialul a fost precedat de lansarea cântecului omonim, care a ocupat locul 1 în Billboard Hot 100 și a devenit un hit la nivel mondial.

## Informații generale
Materialul a fost lansat pe data de 24 aprilie 2001 în Statele Unite ale Americii, debutând pe locul 1 în Billboard 200 datorită celor peste 605.000 de exemplare comercializate în prima săptămână. În Europa All for You s-a clasat în top 10 în majoritatea listelor muzicale unde a activat, ocupând poziții de top 10 în Austria, Belgia (atât în Flandra cât și în Valonia), Elveția, Franța, Italia, Olanda sau Regatul Unit. De asemenea, discul a devenit înregistrat succes în Oceania și Canada.
Primul extras pe single oficial al albumului, „All for You” a devenit unul dintre cele mai mari succese comerciale ale anului 2001, ocupând locul 1 în Billboard Hot 100 și în Canada. Acesta a fost urmat de „Someone to Call My Lover” și ”Son of a Gun”, primul fiind ultimul hit de top 10 al lui Jackson în clasamentul principal al țării sale natale. Materialul include și șlagărul „Doesn't Really Matter” ce a fost lansat spre a promova filmul Nutty Professor II: The Klumps.

## Ordinea pieselor pe disc
Ediția standard
1. „Intro” – 0:59
2. „You Ain't Right” – 4:32
3. „All for You” – 5:29
4. „2wayforyou” – 0:19
5. „Come On Get Up” – 4:47
6. „When We Oooo” – 4:34
7. „China Love” - 4:36
8. „Love Scene (Ooh Baby)” – 4:16
9. „Would You Mind” – 5:31
10. „Lame” – 0:11
11. „Trust a Try” 5:16
12. „Clouds” – 0:19
13. „Son of a Gun (I Betcha Think This Song Is About You)” - 5:56
14. „Truth” – 6:44
15. „Theory” – 0:26
16. „Someone to Call My Lover” – 4:32
17. „Feels So Right” – 4:42
18. „Doesn't Really Matter” – 4:24
19. „Better Days” – 5:05
20. „Outro” – 0:08

Cântece bonus
1. Who – 3:45
(inclus pe ediția distribuită în Japonia)

## Clasamente
| Clasament                   | Poziția maximă | Referințe |
| --------------------------- | -------------- | --------- |
| Australian Albums Chart     | 3              | [ 7 ]     |
| Austrian Albums Chart       | 8              | [ 8 ]     |
| Belgian Albums (Flandra)    | 3              | [ 9 ]     |
| Belgian 50 Albums (Valonia) | 3              | [ 9 ]     |
| Canadian Albums Chart       | 1              | [ 5 ]     |
| Danish Albums Chart         | 21             | [ 10 ]    |
| Dutch Albums Chart          | 4              | [ 10 ]    |
| European Top Albums         | 2              | [ 11 ]    |
| Finnish Albums Chart        | 14             | [ 10 ]    |
| French Albums Chart         | 2              | [ 10 ]    |
| German Albums Chart         | 3              | [ 12 ]    |

| Clasament                   | Poziția maximă | Referințe |
| --------------------------- | -------------- | --------- |
| Irish Albums Chart          | 16             | [ 13 ]    |
| Italian Albums Chart        | 10             | [ 10 ]    |
| Japanese Albums Chart       | 4              | [ 14 ]    |
| New Zeeland Albums Chart    | 6              | [ 10 ]    |
| Norwegian Albums Chart      | 4              | [ 10 ]    |
| Polish Albums Chart         | 21             | [ 15 ]    |
| Swedish Albums Chart        | 4              | [ 10 ]    |
| Swiss Albums Chart          | 2              | [ 10 ]    |
| UK Albums Chart             | 2              | [ 16 ]    |
| U.S. Billboard 200          | 1              | [ 17 ]    |
| U.S. Top R&B/Hip-Hop Albums | 1              | [ 18 ]    |